# Tag team

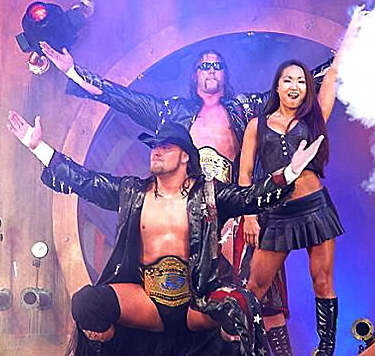
Gli America's Most Wanted (Chris Harris dietro e James Storm davanti) con Gail Kim nel 2007.

Nel wrestling professionistico si definisce tag team una coppia di lottatori militanti in una stessa federazione che disputano un match contro altri due avversari.
Un tag-team può essere formato da due lottatori che di solito lottano singolarmente oppure da due lottatori che hanno formato una squadra in precedenza e che, lottando regolarmente in coppia, si sono dati un'identità (denominata Gimmick) e un nome per la squadra. 

I match in squadre sono un'evoluzione del wrestling professionale avvenuta nel XX secolo e ad oggi, molte federazioni hanno sviluppato una divisione del campionato (e un titolo) a loro dedicati.

## Principali regole di un incontro tag team

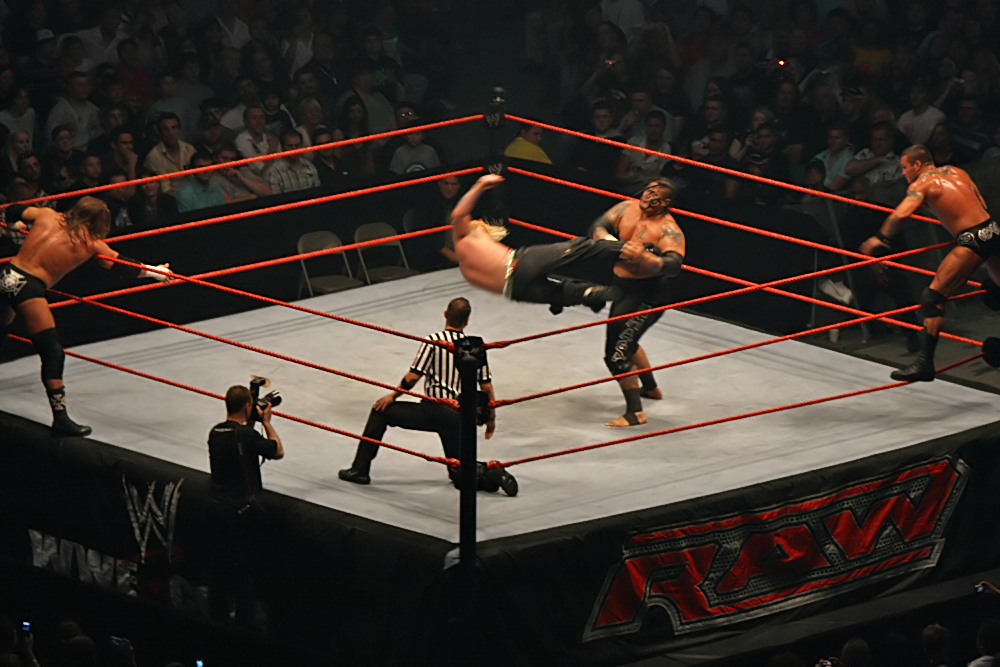
Lo svolgimento di un match tra Jeff Hardy ed Umaga con i loro partner Triple H e Randy Orton all'esterno del ring.

In questo tipo di incontro valgono all'incirca tutte le regole applicate ai lottatori di un single match e il match si svolge con i due lottatori che si affrontano l'uno contro l'altro. 

È consentito ad un solo un lottatore per squadre (chiamato "uomo legale"), di restare sul ring mentre l'altro aspetta un eventuale tag del compagno ponendosi fuori dalle corde e nell'apposito angolo prima di dargli il cambio per prendere il suo posto. 

In genere il lottatore 'toccato' deve lasciare il ring entro cinque o dieci secondi e in questo lasso di tempo può però aiutare il compagno ad effettuare delle mosse di coppia (un flapjack cutter ad esempio), prima di dover lasciare il ring. 

Solo il lottatore legale può sconfiggere l'avversario (con uno schienamento ad esempio) e vice versa anche i lottatori del team avversario possono fare lo stesso mentre il fall diventa irregolare quando viene effettuato dal compagno illegale che entra nel ring senza effettuare il tag e in questo caso l'arbitro dà la squalifica oppure non effettua il conto di tre.
Questi sono i requisiti per ottenere un tag legale:
- Entrambi i piedi del lottatore entrante devono toccare il fondo del ring all'esterno delle corde.
- Il lottatore entrante deve toccare le corde o il palo che le regge nel caso che si svolga un match senza le corde del ring.
- I tag sono legali solo se entrambi i lottatori vengono a contatto (e ad esempio si sente il 'ciack' di due mani che si toccano).
- L'arbitro deve vedere o sentire che il contatto sia avvenuto.

Come autorità suprema durante l'incontro, l'arbitro può tralasciare una di queste regole a sua discrezione e in genere, se il combattimento è frenetico, tende a diventare più permissivo.
- Nella variante nella lucha libre messicana, un lottatore può divenire l'uomo legale anche solo mettendo un piede nel ring e attendendo che il suo compagno ne esca. Questo permette al match di essere più continuo e veloce.
- Nella lucha libre sono previsti anche due arbitri, uno all'interno del ring e l'altro all'esterno.

## Tipi di tag
In genere definiti spot i tag hanno spesso la funzione di presentare il dramma, la suspense o l'eccitazione al pubblico che assiste ad un match.
Uno spot molto comune nei tag team match è il cosiddetto Hot spot ed è rappresentato da un lottatore che, rimasto steso sul ring, si dimostra incapace di rialzarsi per raggiungere il compagno che lo attende dietro le corde per dargli il cambio. In questo caso avviene la suspense del pubblico poiché attende un evento fortunato (un'indecisione degli avversari, un loro malinteso o un qualsiasi altro evento) che permetta il tag (e quindi il cambio) e che dia la speranza di una rivalsa della squadra in questione. La WWE impiegò per anni questa tattica in quasi tutti i tag team match e fino al punto che nel 2008 licenziarono un arbitro che in un match non collaborò nella finzione.
Una variante comune degli Hot spot vede entrambi i lottatori del team avente la parte di heel (i cattivi) attaccare contemporaneamente uno dei due del team dei buoni (i face) mentre l'altro protesta con l'arbitro chiedendogli di far rispettare le regole e distraendolo involontariamente da ciò che accade sul ring. Alla fine però, succede spesso che il face che resta fuori dalle corde a protestare trova il momento giusto per entrare e avventarsi su entrambi gli avversari ristabilendo le sorti del match.
Un'altra variante avviene quando un altro wrestler (il manager o la valletta) di uno dei team (o un terzo lottatore giunto ad interferire) distrae l'arbitro o colpisce l'avversario che attende il suo compagno al di fuori del ring.
Esiste anche il Blind tag (il tocco cieco) e avviene quando un lottatore legale è a terra (oppure è girato di schiena) e non si accorge del tag effettuato dagli avversari. Questo offre al team avversario il vantaggio di colpirlo più volte prima che l'arbitro conti fino a cinque (o fino a dieci, a seconda della federazione), oppure al solo avversario legale di colpirlo da dietro.
Un altro tipo di spot è l’Highspot ovvero una mossa aerea effettuata da uno dei due wrestler che ricade sull'altro dopo che il compagno lo ha colpito fino a farlo restare a terra.

## Ulteriore terminologia
Un tag team match che coinvolge più di due lottatori per team viene spesso stipulato inserendo nel nome il numero totale dei lottatori, ad esempio un six-man tag team match (combattimento a sei uomini) significa che ce ne sono tre per ogni team e nell'esempio che ci siano tre team composti da due lottatori, il match viene indicato come triple threat tag team match (combattimento a tripla minaccia).
Nel caso di combattimenti femminili il nome viene variato con la sostituzione di woman al posto di man nel nome della stipulazione del match.
Nella lucha libre il match che prevede un team di due uomini viene chiamato Lucha de Parejas (doppio combattimento), un match di sei persone Lucha de Trios (lotta di tre) e un match di otto come Lucha Atómica (lotta atomica).

## Nella WWE
La stipulazione più spettacolare per tag team è il Tables, Ladders, and Chairs match e i più grandi match di questo tipo sono stati disputati dagli Hardy Boyz, Edge e Christian e i Dudley Boyz a WrestleMania 2000 e WrestleMania X-Seven, dove in entrambi i match i campioni erano i Dudleyz e in entrambi i match i vincitori sono stati Edge e Christian.
Esistono poi le stable, che sono dei gruppi di wrestler che, all'interno della stessa federazione, sono uniti da un elemento come ad esempio l'amicizia, (che sia reale o frutto della storyline) o dal fatto che abbiano lo stesso manager e che quindi agiscono come una singola unità. Le stable sono delle entità composte da tre a più wrestler. I nomi più importanti sono il New World Order, la D-Generation X, o, più recentemente, lo Shield e la Wyatt Family.